# 圣日耳曼代布瓦 (谢尔省)
圣日耳曼代布瓦是法国谢尔省的一个市镇，位于该省西部，属于圣阿芒蒙特龙区。该市镇总面积29平方公里，2009年时的人口为628人。

## 人口
圣日耳曼代布瓦（Saint-Germain-des-Bois）人口变化图示